# 전국장애인차별철폐연대
전국장애인차별철폐연대(全國障碍人差別撤廢連帶, Solidarity Against Disability Discrimination (SADD))는 대한민국의 장애인 인권을 수호하는 시민단체이다. '보수와 관변의 부끄러움을 떨쳐버리고, 진보적 장애인운동을 열어가는 전장연'을 기치로 내걸었다.

## 역사
2001년 1월 25일, 지하철 4호선 오이도역에서 장애인이 지하철을 이용하기 위해 역 출구에 설치된 리프트를 타다가 떨어져서 사망하는 사고를 계기로 ‘오이도역 추락 참사 대책위원회’를 결성하고 서울시에게 모든 지하철역에 엘리베이터를 등의 요구를 했지만 서울시가 응하지 않자, 같은 해 2월 6일 서울역 철로를 점거하며 항의하기 시작했다.
2001년 4월 20일, ‘장애인이동권 쟁취를 위한 연대회의(장애인이동권연대)’를 열고 모든 지하철 역사에 엘리베이터를 설치하는 것에 더해 저상버스와 특별교통수단 도입 등, 대중교통 시스템의 전반적인 변화를 요구했다. 이후로 장애인이동권연대는 집회 개최, 도로 점거, 서울시청 시장실 점거, 서명운동, 헌법소원, 단식농성 등 다양한 방법으로 투쟁에 나섰고, 결국 이명박 서울시장으로부터 모든 지하철 역사에 엘리베이터를 설치하고 저상버스와 특별교통수단을 도입하겠다는 약속을 받았다.
이동권 투쟁을 위해 만들어진 장애인이동권연대는 장애인들의 전반적인 인권을 보장하기 위한 '전국장애인차별철폐연대'로 확장되어 장애등급제 폐지 운동 등을 펼치고 있다.
전장연은 27차례 이상 출근길 지하철 시위를 진행해왔다. 가장 최근의 예로는 지하철 2호선 시청역 그리고 3호선 경복궁역에서 첫 번째 그리고 3호선 경복궁역에서 두 번째 시위를 진행하였다.
전국장애인차별철페연대에 따르면, 이들은 장애인차별철폐투쟁, 장애등급제, 부양의무제, 장애인수용시설 폐지, 장애인 이동권 시위 등을 진행하고 있고, 장애인권리보장법 제정, 활동보조제도, 장애인노동권, 탈시설자립생활 등의 법안이 제정되어 지방자치단체에 반영되기 위한 사업과 학교, 공공기관, 복지기관 등을 대상으로 장애인 인권교육을 진행하고 있다. 또한 여성, 성소수자, 빈민 등 사회적 소수자와 함께 참여한다고도 말한다.
이 단체는 전국에 있는 15개 시·도 지역장애인차별철폐연대 회원단체가 각 지부에서 총회를 열고 있다.

## 논란 및 사건사고
- 전국장애인차별철폐연대(전장연)의 대표적인 논란으로는 '대중교통 점거 시위'가 있다. 2021년부터 주최한 이 시위는 전장연 구성원이 출근 시간에 수도권 지하철을 이용함으로써 전장연이 요구하는 예산 증액을 위한 실질적인 대화를 끌어내기 위해 기획되었다. 하지만 이로 인해 지하철 3호선의 경우 운행이 최소 1시간 지연되어 승객들의 불편을 야기하였다. 이러한 시위의 목적은 장애인의 이동권을 보장하고 장애인에 대한 차별을 없앨 것을 시민들에게 요구하면서 이 시위의 목적을 설명했지만, 시위가 지속되면서 이런 시위의 목적을 이해하지 못해 시민들의 불만이 심화되기도 했다. 이준석 등은 해당 기습시위에 대해서 "이런 일이 반복될수록 비문명적 시위 행태에 대한 시민들의 불만만 커질 것"이라고 비판했다.[11]

- 2024년 4월 19일 수도권 전철 4호선 혜화역에서 전국장애인차별철폐연대(전장연)의 대표가 지상으로 올라가는 엘리베이터를 전동휠체어로 두 차례 세게 들이받아 작동하지 않도록 고장낸 혐의로 체포되었다.[12]

## 같이 보기
- 대한민국의 장애인 이동권 시위
- 전국장애인차별철폐연대의 대중교통 점거 시위